# Artega GT
O Artega GT é um carro desportivo de dois lugares com motor central e tracção às rodas traseiras produzido pela construtora alemã Artega Automobile. O GT é actualmente o primeiro e único modelo da Artega à venda. Existem 153 unidades no mundo.

## Resumo
Foi mostrado pela primeira vez no Salão de Genebra de 2007 como uma imitação e estreou-se no Salão de Genebra de 2008. O carro é desenhado por Henrik Fisker, que foi também responsável pelo muito louvado Aston Martin Vantage.
O carro de dois lugares tem uma estrutura espacial de alumínio e uma carroçaria reforçada com fibra de carbono para um peso bruto leve de aproximadamente 1100 kg. O motor é um 3.6 (3597 cc) com 300 cv e 350 Nm com injecção directa que foi desenvolvido pela Volkswagen que foi juntado com uma transmissão DSG. A aceleração dos 0 aos 100 km/h deverá ser menos de cinco segundos e velocidade máxima que passa dos 270 km/h.
O Artega GT é vendido por cerca de €75,000. A produção é limitada e por isso fazem-se cerca de 500 unidades por ano.
A Artega é produtora de automóveis alemã de carros desportivos e de luxo recém-criada, baseada em Delbrueck, Alemanha. Foi previamente que pensado que outra produtora de carros desportivos era a última coisa que a indústria automóvel precisava, dada a crise económica nos finais de 2008 e inícios de 2009 em que as vendas de carros novos desceram de uma forma cataclísmica, mas Klaus Dieter Frers anunciou no Salão de Detroit de 2008 que a Artega estava a investir num veículo conceito provavelmente movido a energia solar para competir com o Tesla Roadster e o Fisker Karma. Henrik Fisker, que também desenhou o Aston Martin V8 Vantage, contribuiu para o desenho do Artega GT. O coupé tem estilos semelhantes da Porsche e da Ferrari. A Artega Automobile tem uma relação estreita com a Volkswagen, a maior produtora europeia e a terceira produtora mundial atrás da Toyota e da General Motors (Janeiro de 2009). O GT é correntemente o único modelo produzido pela Artega Automobile. O primeiro Artega GT produzido foi vendido a Steven Gregory Balboa, um Americano residente em Nova Iorque. A Artega é propriedade da Tresalia Capital, uma firma de investimento mexicana.

## Especificações Técnicas

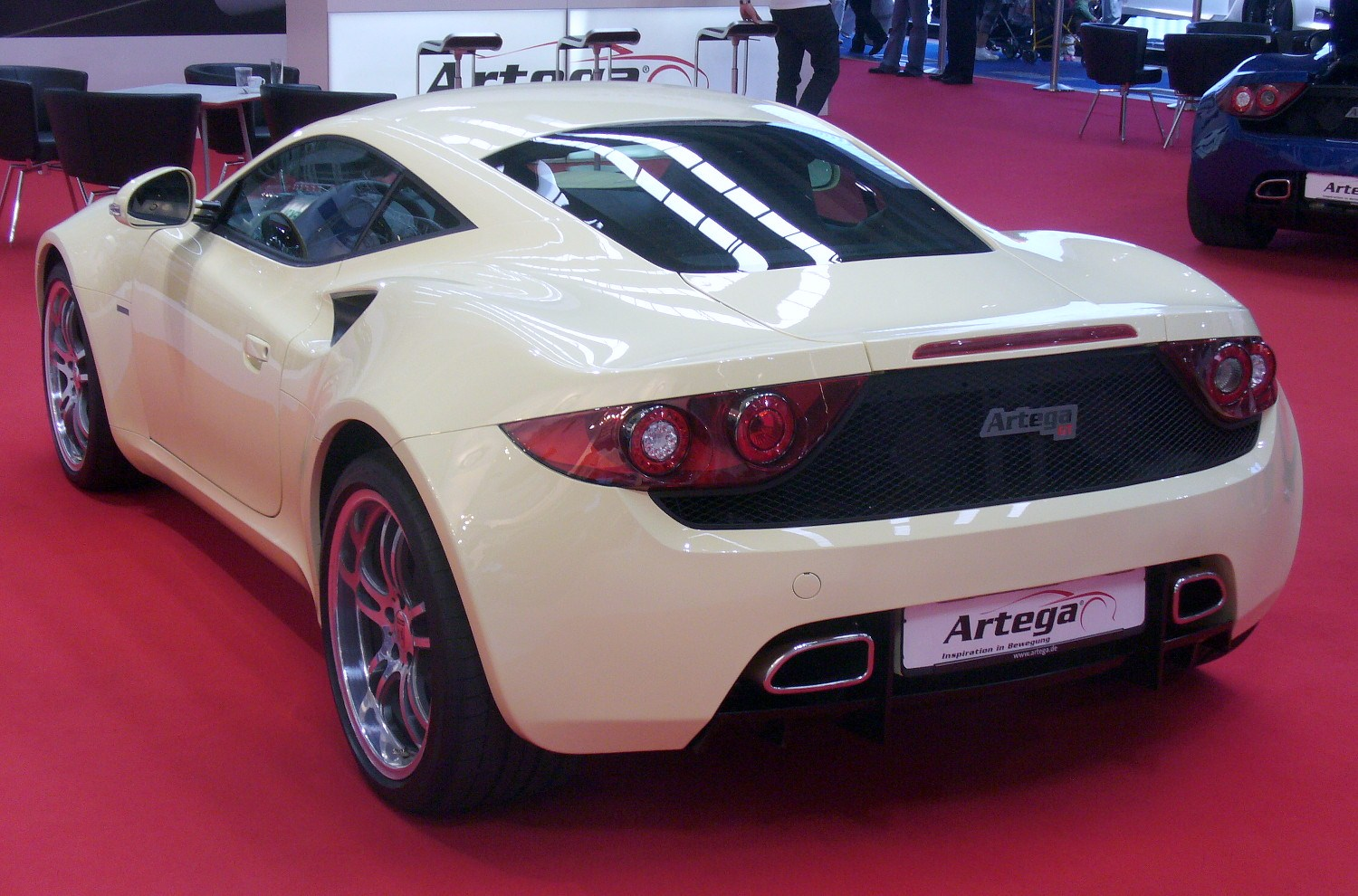
Vista traseira do Artega GT

Estrutura: Estrutura espacial de alumínio. Estrutura espacial traseira de módulo tubular feita de aço inoxidável de alta resistência.
Carroçaria: Fibra de carbono reforçado com material composto de poliuretano.
Kg/Cv: Aproximadamente 3.6 Kg/Cv
Motor: Motor V6 de injecção directa na traseira.
Cilindrada: 3597 cc
Potência: 300 cv às 6600 rpm
Torque: 350 Nm às 2400 rpm
Tracção: Tracção às rodas traseiras
Aceleração 0–100 km/h: 4.6 s
Velocidade Máxima: mais de 273 km/h. 
https://www.auto-motor-und-sport.de/test/artega-gt-im-supertest-wie-schlaegt-sich-der-deutsche-lotus/technische-daten/